# Enoplognatha macrochelis
Enoplognatha macrochelis es una especie de araña araneomorfa del género Enoplognatha, familia Theridiidae. Fue descrita científicamente por Levy & Amitai en 1981.
Habita en Grecia, Turquía, Chipre e Israel.